# Zdenko Križić
Zdenko Križić (Johovac, 2 febbraio 1953) è un arcivescovo cattolico croato, dall'8 settembre 2023 arcivescovo metropolita di Spalato-Macarsca.

## Biografia

### Formazione e ministero sacerdotale
Dopo esser entrato nell'ordine dei carmelitani scalzi nel 1970, ha emesso i voti perpetui il 16 luglio 1976.
È stato ordinato sacerdote il 26 giugno 1977.
In seguito ha ricoperto il ruolo di superiore di diversi monasteri croati e quello di docente presso l'istituto monastico di Zagabria ed ha proseguito gli studi filosofici e teologici a Firenze e Roma. È stato anche vicario e superiore provinciale e vicario generale della congregazione.
Dal 2012 al 2016 è stato rettore della Pontificia facoltà teologica Teresianum di Roma.

### Ministero episcopale

Stemma vescovile. La croce astile richiama la "Croce d'oro dei vescovi di Corbavia" dell'inizio del XIII secolo, che si ritiene sia appartenuta al primo vescovo di Corbavia, Matteo, morto nel 1220.

Il 4 aprile 2016 è stato nominato da papa Francesco secondo vescovo di Gospić-Segna; è succeduto a Mile Bogović, dimessosi per raggiunti limiti di età. Il 25 maggio successivo ha ricevuto l'ordinazione episcopale, nella cattedrale dell'Annunciazione a Gospić, dal cardinale Josip Bozanić, co-consacranti l'arcivescovo di Fiume Ivan Devčić e il vescovo emerito di Gospić-Segna Mile Bogović. Durante la stessa celebrazione ha preso possesso della diocesi.
Il 12 novembre 2018 è stato ricevuto in udienza papale in visita ad limina.
L'8 settembre 2023 è stato nominato arcivescovo metropolita di Spalato-Macarsca; è succeduto a Dražen Kutleša, precedentemente nominato arcivescovo coadiutore di Zagabria. Ha preso possesso dell'arcidiocesi il 28 ottobre successivo.
Nella Conferenza episcopale croata è membro del consiglio permanente, presidente della Commissione episcopale per la liturgia, membro della commissione episcopale per il pontificio istituto croato di San Gerolamo, membro della commissione episcopale della Caritas croata e presidente del consiglio per le istituzioni di vita consacrata e le società di vita apostolica.

## Stemma e motto
Inquartato. Al I d'argento alla croce patente a cerchio al naturale, alzata, con il braccio inferiore allargato a una terrazza, affiancata da due stelle (6) d'oro e caricata sul braccio inferiore di una stella (6) d'argento. Al II d'azzurro, alla stella (6) d'oro, a tre burelle abbassate ondate d'argento. Al III d'azzurro alla degenia al naturale di quattro petali d'oro, gambuta e punteggiata d'argento. Al IV scaccato di rosso e d'argento di 4 tiri e 5 file.
Motto: Bog sam dostaje, che tradotto significa: "Solo Dio basta".
Ornamenti esteriori da arcivescovo.

## Genealogia episcopale
- Cardinale Scipione Rebiba
- Cardinale Giulio Antonio Santori
- Cardinale Girolamo Bernerio, O.P.
- Arcivescovo Galeazzo Sanvitale
- Cardinale Ludovico Ludovisi
- Cardinale Luigi Caetani
- Cardinale Ulderico Carpegna
- Cardinale Paluzzo Paluzzi Altieri degli Albertoni
- Papa Benedetto XIII
- Papa Benedetto XIV
- Papa Clemente XIII
- Cardinale Bernardino Giraud
- Cardinale Alessandro Mattei
- Cardinale Pietro Francesco Galleffi
- Cardinale Giacomo Filippo Fransoni
- Cardinale Carlo Sacconi
- Cardinale Edward Henry Howard
- Cardinale Mariano Rampolla del Tindaro
- Cardinale Rafael Merry del Val
- Arcivescovo Anton Bauer
- Arcivescovo Josip Antun Ujčić
- Cardinale Franjo Šeper
- Cardinale Franjo Kuharić
- Cardinale Josip Bozanić
- Arcivescovo Zdenko Križić, O.C.D.